# Monica Kristensen Solås
Monica Kristensen Solås (Torsby, 30 giugno 1950) è una meteorologa, fisica, scrittrice, glaciologa ed esploratrice polare norvegese.

## Biografia
Nata a Torsby, in Svezia, in una famiglia svedese\norvegese, ha vissuto sin dall'infanzia a Kongsvinger, in Norvegia.
Laureatasi in fisica presso l'Università di Tromsø, ha successivamente partecipato a numerose spedizioni nell'Artide e nell'Antartide. Tra il 1986 e il 1987 fu a capo di una spedizione volta a seguire la rotta di Roald Amundsen al Polo Sud, ma è stata costretta a tornare indietro all'altezza degli 86 gradi Sud.
Un'ulteriore spedizione, nel 1992, la portò a visitare il Polo, pur brevemente. Insieme al glaciologo Heinrich Eggenfellner, piantò una tenda nello stesso punto dove si crede lo abbia fatto Amudsen nel 1911.
Nel dicembre 1993 fu parte di un'altra spedizione, volta a trovare la tenda di Amudsen al Polo Sud, al fine di recuperarla ed esporla ai Giochi olimpici invernali di Lillehammer del 1994. Questo tentativo, consistente in un viaggio con motoslitte, fu abbandonato quando il membro della spedizione Jostein Helgestad morì dopo essere caduto in un crepaccio, e il resto dei membri del gruppo furono tratti in salvo da una pattuglia statunitense di ricerca e salvataggio.
Successivamente ha lavorato in Norvegia e a Svalbard. Nel gennaio 2004 è diventata segretario generale del Redningsselskapet (Società norvegese per il salvataggio in mare), mantenendo tale carica fino al novembre dell'anno successivo.
È stata la prima donna a ricevere la medaglia d'oro della Royal Geographical Society.
Nel 2007 ha debuttato in campo letterario, con una serie di romanzi ambientati alle Svalbard..

## Opere pubblicate in Italia
- La leggenda del sesto uomo (tit. originale: Kullunge), trad. di Maria Valeria D'Avino, Iperborea, Milano, 2013 [6]
- Operazione Fritham (tit. originale: Operasjon Fritham), trad. di Maria Valeria D'Avino, Iperborea, Milano, 2015 [7]
- L'ultimo viaggio di Admunsen (tit. originale: Amundsen’s Last Voyage), trad. di Sara Culeddu, Iperborea, Milano, 2019